# Germaine Dulac
Germaine Dulac (nascida como Charlotte Elisabeth Germaine Saisset-Schneider) (Amiens, 17 de novembro de 1882 – Paris, 20 de julho de 1942) foi uma pioneira diretora, roteirista, produtora e crítica de cinema francesa. 
Com a ajuda do marido e de uma amiga, criou uma produtora de cinema e dirigiu alguns trabalhos comerciais antes de migrar lentamente para o cinema impressionista e surrealista francês. É conhecida hoje por seu filme impressionista La Souriante Madame Beudet (O Sorriso de Madam Beudet, 1922/23) e pelo longa surrealista La Coquille et le Clergyman (A Concha e o Clérigo, 1928). Sua carreira acabou caindo no ostracismo depois do surgimento do cinema falado e ela passou seus últimos anos trabalhando com cinejornal para as companhias Pathé e para a Gaumont.

## Biografia
Germaine nasceu na cidade de Amiens, na Picardia, em 1882. Nasceu em uma família de classe média alta, onde seu pai, um militar de alta patente, era transferido com frequência para cidades onde existissem guarnições do Exército. Como eram cidades pequenas e mal equipadas, Germaine foi enviada para Paris para morar com a avó, onde logo se interessou em arte, música, pintura e teatro.
Com a morte dos pais, Germanei se mudou em definitivo para a capital francesa e, combinando seu interesse em feminismo e socialismo, ela começou uma carreira de jornalista. Em 1905, Germaine se casou com Louis-Albert Dulac, um engenheiro agrônomo de família abastada. Quatro anos depois, ela começou a escrever para o periódico La Française, uma revista feminina editada por Jane Misme, onde Germaine acabou se tornando crítica de teatro. Germaine também começou a trabalhar para o periódico La Fronde, um jornal feminista radical da época. Ao mesmo tempo, interessou-se por fotografia e cinema.
Germaine se divorciou do marido em 1920. Algum tempo depois, ela começou um relacionamento com Marie-Anne Colson-Mallevile que durou até o fim da vida. Devido à sua longa carreira no cinema, Germaine se tornou a presidente da Fédération des ciné-clubs, um grupo dedicado a promover e apresentar o trabalho de jovens diretores como Joris Ivens e Jean Vigo. Ela também lecionou na École Technique de Photographie et de Cinématographie.

## Carreira
O interesse de Germaine pelo cinema começou em 1914 através de uma amiga, a atriz Stacia Napierkowska. As duas viajaram juntas pela Itália pouco antes da eclosão da Primeira Guerra Mundial. Stacia atuou em um filme da Film d'Art e Germaine aprendeu o básico sobre a produção durante a viagem. No começo de 1900 e durante a década de 1920, Germaine frequentemente contrastava a modernidade da capital francesa com o provincianismo das áreas rurais da França, uma dicotomia comum em vários de seus filmes.
Logo após seu retorno à França, ela decidiu começar sua própria produtora de filmes. Germaine e a escritora Irène Hillel-Erlanger fundaram a D.H. Films, com o apoio financeiro vindo do marido de Germaine. A companhia produziu vários filmes entre 1915 e 1920, todos dirigidos por Germaine Dulac e escritos por Hillel-Erlanger. Alguns desses filmes foram Les Sœurs ennemies (1915/16), seu primeiro filme, Vénus victrix, ou Dans l'ouragan de la vie (1917), Géo, le mystérieux (1916), entre outros.
Seu maior sucesso foi Âmes de fous (1918), melodrama escrito e dirigido por Germaine. Este foi o primeiro filme da atriz Ève Francis, apresentada a Germaine Louis Delluc, cineasta e crítico. Pouco tempo depois, Germaine e Delluc trabalharam juntos no La Fête espagnole (A Festa Espanhola, 1920), declarado como o mais proeminente filme da década e um dos maiores trabalhos do cinema impressionista francês. Poucas cópias do filme existem hoje.
Germaine produziu vários filmes de apelo comercial pré e surrealistas. Alguns de seus mais importantes trabalhos desta época são La Coquille et le Clergyman (A Concha e o Clérigo 1928) e La Souriante Madame Beudet (O Sorriso de Madame Beudet 1922/23), sendo o primeiro considerado por muitos como o primeiro filme surrealista. Alguns críticos consideram Germaine como a primeira e única cineasta impressionista.
Em 1929, ela foi agraciada com a medalha da Ordem Nacional da Legião de Honra por suas contribuições à indústria cinematográfica francesa. Entretanto, com o advento do cinema falado, sua carreira estagnou. Em 1930, ela retornou à produção de filmes de apelo mais comercial, produzindo cinejornal para as companhias Pathé e Gaumont.

## Morte
Morreu em julho de 1942, aos 59 anos de idade. Ela foi sepultada no Cemitério do Père-Lachaise.

## Filmografía
A cronologia exata da obra de Dulac ainda não foi  estabelecida. As datas que figuram aqui são da lista elaborada em IMDb.
| Ano  | Filme                                    | Também conhecida como          | Créditos             |
| ---- | ---------------------------------------- | ------------------------------ | -------------------- |
| 1915 | Lhes soeurs ennemies                     | —                              | Diretora             |
| 1917 | Vénus Victrix                            | Dans l'ouragan da vie          | Diretora             |
| 1917 | Géo, lhe mystérieux                      | Mysterious George, True Wealth | Diretora             |
| 1918 | A jeune fille a plus méritante de France | —                              | Diretora             |
| 1919 | Le bonheur dês autres                    | —                              | Diretora             |
| 1919 | La cigarette                             | The Cigarette                  | Diretora             |
| 1920 | Malencontre                              | —                              | Diretora             |
| 1920 | La fête espagnole                        | Spanish Festa                  | Diretora             |
| 1920 | La belle dame sans merci                 | —                              | Diretora             |
| 1920 | Âmes de fous                             | —                              | Diretora             |
| 1922 | Werther                                  | —                              | Diretora             |
| 1923 | La mort du soleil                        | The Death of the Sun           | Diretora             |
| 1923 | La souriante Madame Beudet               | The Smiling Madame Beudet      | Diretor, Roteirista  |
| 1923 | Gossette                                 | —                              | Diretora             |
| 1924 | Le diable dans a ville                   | The Devil in the City          | Diretora             |
| 1924 | Âme d'artiste                            | Heart of an Actress            | Diretora, Roteirista |
| 1926 | La folie dês vaillants                   | The Madness of the Valiants    | Diretora             |
| 1927 | Le cinéma au service de l'histoire       | —                              | Diretora             |
| 1927 | Antoinette Sabrier                       | —                              | Diretora, Escritora  |
| 1927 | L'invitation au voyage                   | Invitation to a Journey        | Diretora, Escritora  |
| 1928 | Thèmes et variations                     | —                              | Diretora             |
| 1928 | La germination d'um haricot              | —                              | Diretora             |
| 1928 | Disque 957                               | —                              | Diretora             |
| 1928 | Danses espagnoles                        | —                              | Diretora             |
| 1928 | Celles qui s'em font                     | —                              | Diretora             |
| 1928 | Mon Paris                                | —                              | Supervisora          |
| 1928 | A coquille et lhe clergyman              | The Seashell and the Clergyman | Diretora, Produtora  |
| 1928 | Princesse Mandane                        | —                              | Diretora             |
| 1929 | Étude cinégraphique sul une arabesque    | Arabesque                      | Diretora             |
| 1932 | Lhe picador                              | —                              | Supervisora          |
| 1934 | Je n'ai plus rien                        | —                              | Diretora             |